# Antony Armstrong-Jones
Antony Charles Robert Armstrong-Jones, I conde de Snowdon GCVO (7 de marzo de 1930-13 de enero de 2017), fue un fotógrafo, cineasta y político británico, que estuvo casado con la princesa Margarita, hija menor del rey Jorge VI, hermana menor de la reina Isabel II y única tía del rey Carlos III. Fue nombrado conde de Snowdon y vizconde Linley de Nymans en el condado de Sussex, el 6 de octubre de 1961, debido a la preocupación que causaba la perspectiva de que una princesa británica diera a luz a un niño sin título. Desarrolló una reconocida carrera en la fotografía y algunos de sus retratos se encuentran en la colección de la National Portrait Gallery.

## Primeros años y carrera
Fue el único hijo del matrimonio del abogado Ronald Owen Lloyd Armstrong-Jones y su primera esposa, Anne Messel, más tarde condesa de Rosse. Su bisabuelo materno fue el caricaturista de la revista Punch Linley Sambourne y su tío, el diseñador teatral Oliver Messel. Sus padres se separaron cuando aún era niño. Contrajo la polio durante la adolescencia, que le dejó como secuela una pierna más corta. En los seis meses que estuvo recuperándose en el Liverpool Royal Infirmary, las únicas visitas familiares que recibió fueron las de su hermana Susan.
Fue educado en Eton y la Universidad de Cambridge, donde estudió arquitectura. Durante su estancia en Cambridge, fue timonel del bote ganador de la carrera de 1950. Después de dos años de estudios universitarios dejó la escuela y se embarcó en una carrera como fotógrafo de moda, diseño y teatro. Cuando su carrera como retratista comenzó a florecer, se volvió conocido por sus estudios reales, entre los que estaban los retratos oficiales de la reina Isabel II y el duque de Edimburgo en su gira por Canadá de 1957.
En la década de 1960 se convirtió en el asesor artístico de la revista de The Sunday Times, ya para la década de 1970 se había ganado la reputación de ser uno de los fotógrafos más respetados de Gran Bretaña. Aunque su obra abarca desde la fotografía de moda hasta las imágenes documentales de la vida interior de la ciudad y los enfermos mentales, es más conocido por sus retratos de personajes notables del mundo (la National Portrait Gallery cuenta con más de 100 retratos Snowdon en su colección), muchos de ellos publicados en Vogue, Vanity Fair y la revista de The Daily Telegraph. Sus temas han incluido Barbara Cartland, Laurence Olivier, Anthony Blunt y J. R. R. Tolkien. En 2000, Snowdon presentó una exposición retrospectiva en la National Portrait Gallery, Photographs by Snowdon: A Retrospective, que más tarde viajó al Yale Center for British Art ubicado en New Haven, Connecticut. Más de 180 de sus fotografías se exhibieron en una exposición que honra lo que los museos llaman «una carrera redonda con bordes afilados».
Codiseñó junto a Frank Newby y Cedric Price, el aviario del Zoológico de Londres. También tuvo un papel importante en el diseño de los arreglos para la investidura de su sobrino Carlos como príncipe de Gales en 1969. Según John Walsh escribió en el diario británico The Independent: «Los chismes y escándalos a veces han ocluido el hecho de que Snowdon es uno de los grandes fotógrafos británicos».

## Vida personal
Se casó dos veces, primero con la princesa Margarita y en segundas nupcias con Lucy Mary Lindsay-Hogg. Tuvo tres hijos dentro de sus matrimonios y se afirma que engendró dos hijos más fuera del matrimonio.

### Primer matrimonio

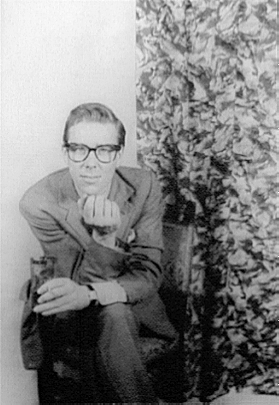
Antony Armstrong-Jones en 1958.

En febrero de 1960, Snowdon, todavía conocido como Antony Armstrong-Jones, se comprometió con la hermana de la reina, la princesa Margarita, y se casaron el 6 de mayo de 1960 en la Abadía de Westminster. Después del matrimonio, la pareja se instaló en apartamentos privados del palacio de Kensington. Como Antony no tenía título, fue creado conde de Snowdon y vizconde Linley de Nymans en el condado de Sussex el 6 de octubre de 1961, debido a la preocupación que causaba la perspectiva de que una princesa británica diera a luz a un niño sin título. El título Snowdon tiene asociaciones reales de siglos de antigüedad, ya que fue dado a los príncipes de Gales y la Casa de Gwynedd desde alrededor de 1230, aunque aquí fue concedido en reconocimiento a la ascendencia galesa de Armstrong-Jones. La baronía de Snowdon (a veces escrito Snaudon) era un título subsidiario de Federico, príncipe de Gales, hijo del rey Jorge II. El título subsidiario Linley se le otorgó en honor a su bisabuelo, así como a Nymans, la finca familiar de los Messel en West Sussex. El primer hijo, David, vizconde Linley, nació el 3 de noviembre de 1961 y la segunda, lady Sarah Armstrong-Jones, el 1 de mayo de 1964.
El matrimonio comenzó a desmoronarse temprana y públicamente. Las causas pueden haber sido diversas. Margarita pudo haberse casado motivada por el resentimiento que le provocó que la reina rechazara concederle el permiso para contraer matrimonio con Peter Townsend. A Snowdon le aburría el protocolo de los círculos reales, por lo cual la pareja comenzó a hacer vidas separadas. Snowdon, además, hacía gala de su promiscuidad sexual. Uno de sus amigos decía: «Si se mueve, tiene que tenerla» y aunque muchas mujeres en su ambiente de trabajo creían que era gay, él se defendía diciendo: «Nunca me enamoré de ningún chico, pero algunos hombres se han enamorado de mí». En su libro de memorias publicado en 2009, Redeeming Features, el decorador de interiores británico Nicholas Haslam afirma que tuvo un romance con Snowdon antes del matrimonio de este con la princesa Margarita y que Snowdon también había sido amante de otro reconocido decorador de interiores, Tom Parr. Otros han señalado que Snowdon y Margarita eran estrellas por derecho propio y que estaban acostumbrados a ser el centro de la atención, lo que daba lugar a enfrentamientos por la primacía. A Margarita le sorprendió inicialmente el que su marido no tuviera ninguna intención de renunciar a su ascendente carrera fotográfica. Como Snowdon viajaba por el mundo entero como parte de su trabajo, a menudo estaba separado de su esposa durante muchas semanas.
Su matrimonio duró dieciséis años, que estuvieron acompañados de drogas, alcohol y comportamientos extraños por ambas partes, tales como que Snowdon dejaba por ahí notas con «cosas que odio de ti» para que Margarita las encontrara. Según las biógrafas Sarah Bradford y Anne de Courcy, una nota decía: «Pareces una manicurista judía y te odio». Cuando perdía el interés en la alta sociedad, Snowdon escapaba a una casa de campo con sus amantes o al extranjero como parte de su trabajo. El matrimonio terminó en divorcio el 5 de julio de 1978, después de que Roddy Llewellyn entrara brevemente en la vida de la princesa Margarita y Snowdon desempeñara el papel de marido ultrajado.
Recientemente se ha comprobado que Snowdon tuvo una hija poco antes de casarse con la princesa Margarita. De acuerdo con Anne de Courcy, la niña nació en 1960, durante la tercera semana del matrimonio de Lord Snowdon y la princesa Margarita. Women's Wear Daily describió que esta hija fue «concebida en un trío con dos amigos cercanos». La hija, llamada Polly Fry, fue criada como hija de Jeremy Fry, inventor y miembro de la familia creadora del chocolate Fry, y de su primera esposa, Camilla. En 2004, una prueba de ADN demostró la paternidad de Snowdon.

### Segundo matrimonio
Después de su divorcio de la princesa Margarita, Lord Snowdon se casó con Lucy Mary Lindsay-Hogg, exesposa del director de cine Michael Lindsay-Hogg, el 15 de diciembre de 1978. Su única hija, Lady Frances Armstrong-Jones, nació siete meses después, el 17 de julio de 1979. La pareja se separó en el 2000, después de que se revelara que Snowdon, entonces de 67 años, había engendrado un hijo, Jasper William Oliver Cable-Alexander (nacido el 30 de abril de 1998), con Melanie Cable-Alexander, editora de la revista Country Life.

## Publicaciones
- London (1958) — Londres: Weidenfeld & Nicolson (una edición posterior tiene ISBN 0-297-16763-4).
- Assignments (1972) — Londres: Weidenfeld & Nicolson, ISBN 0-297-99582-0.
- A View of Venice (c. 1972) — [Ivrea]: Olivetti.
- Personal View (1979) — Londres: Weidenfeld & Nicolson. ISBN 0-297-77715-7.
- Snowdon Tasmania Essay (1981) — Hobart: Ronald Banks, ISBN 0-85828-007-8. Texto de Trevor Wilson.
- Sittings, 1979–1983 (1983) — Londres: Weidenfeld & Nicolson, ISBN 0-297-78314-9.
- Israel: A First View (1986) — Londres: Weidenfeld & Nicolson, ISBN 0-297-78860-4.
- Stills 1984–1987 (1987) — Londres: Weidenfeld & Nicolson, ISBN 0-297-79185-0.
- Serendipity: A Light-hearted Look at People, Places and Things (1989) — Brighton: Royal Pavilion, Art Gallery & Museums, ISBN 0-948723-10-6.
- Public Appearances 1987–1991 (1991) — Londres: Weidenfeld & Nicolson, ISBN 0-297-83122-4.
- Hong Kong: Portraits of Power (1995) — Boston: Little, Brown, ISBN 0-316-22052-3. Texto por Evelyn Huang y Lawrence Jeffery.
- Wild Flowers (1995) — Londres: Pavilion, ISBN 1-85793-783-X.
- Snowdon on Stage: With a Personal View of the British Theatre 1954–1996 (1996) — Londres: Pavilion, ISBN 1-85793-919-0.
- Wild Fruit (1997) — Londres: Bloomsbury, ISBN 0-7475-3700-3. Texto por Penny David.
- London: Sight Unseen (1999) — Londres: Weidenfeld & Nicolson, ISBN 0-297-82490-2. Texto por Gwyn Headley.
- Photographs by Snowdon: A Retrospective (2000) — Londres: National Portrait Gallery, ISBN 1-85514-272-4.
- Snowdon (2006) — Londres: Chris Beetles Gallery, ISBN 1-871136-99-7.

## Títulos y honores
| ● 1930-1961: | Antony Armstrong-Jones, Esq.                              |
| ● 1961-1969: | Muy Honorable el conde de Snowdon                         |
| ● 1999-2017: | Muy Honorable el conde de Snowdon y barón Armstrong-Jones |

Armas del conde de Snowdon.

El 6 de octubre de 1961, Antony Armstrong-Jones fue nombrado conde de Snowdon y vizconde Linley de Nymans. El 16 de noviembre de 1999, lord Snowdon fue nombrado barón Armstrong-Jones de Nymans en el condado de West Sussex, un título no heredable y vitalicio de nobleza, para que pudiera mantener su escaño en la Cámara de los Lores, después de que fueron excluidos aquellos que ostentaban un título hereditario.
Fue nombrado caballero gran cruz de la Real Orden Victoriana el 7 de julio de 1969.

## Ancestros
|  |                                               |  |  |  |  |  |  |  |  |  |  |  |  |  |  |  |
|  | 8. Thomas Jones                               |  |  |  |  |  |  |  |  |  |  |  |  |  |  |  |
|  |                                               |  |  |  |  |  |  |  |  |  |  |  |  |  |  |  |
|  |                                               |  |  |  |  |  |  |  |  |  |  |  |  |  |  |  |
|  | 4. Sir Robert Armstrong-Jones                 |  |  |  |  |  |  |  |  |  |  |  |  |  |  |  |
|  |                                               |  |  |  |  |  |  |  |  |  |  |  |  |  |  |  |
|  |                                               |  |  |  |  |  |  |  |  |  |  |  |  |  |  |  |
|  | 9. Jane Elizabeth Jones                       |  |  |  |  |  |  |  |  |  |  |  |  |  |  |  |
|  |                                               |  |  |  |  |  |  |  |  |  |  |  |  |  |  |  |
|  |                                               |  |  |  |  |  |  |  |  |  |  |  |  |  |  |  |
|  | 2. Mayor Ronald Owen Armstrong-Jones          |  |  |  |  |  |  |  |  |  |  |  |  |  |  |  |
|  |                                               |  |  |  |  |  |  |  |  |  |  |  |  |  |  |  |
|  |                                               |  |  |  |  |  |  |  |  |  |  |  |  |  |  |  |
|  | 10. Sir Owen Roberts                          |  |  |  |  |  |  |  |  |  |  |  |  |  |  |  |
|  |                                               |  |  |  |  |  |  |  |  |  |  |  |  |  |  |  |
|  |                                               |  |  |  |  |  |  |  |  |  |  |  |  |  |  |  |
|  | 5. Margaret Roberts                           |  |  |  |  |  |  |  |  |  |  |  |  |  |  |  |
|  |                                               |  |  |  |  |  |  |  |  |  |  |  |  |  |  |  |
|  |                                               |  |  |  |  |  |  |  |  |  |  |  |  |  |  |  |
|  | 11. Jane Margaret Stagg                       |  |  |  |  |  |  |  |  |  |  |  |  |  |  |  |
|  |                                               |  |  |  |  |  |  |  |  |  |  |  |  |  |  |  |
|  |                                               |  |  |  |  |  |  |  |  |  |  |  |  |  |  |  |
|  | 1. Antony Armstrong-Jones, I conde de Snowdon |  |  |  |  |  |  |  |  |  |  |  |  |  |  |  |
|  |                                               |  |  |  |  |  |  |  |  |  |  |  |  |  |  |  |
|  |                                               |  |  |  |  |  |  |  |  |  |  |  |  |  |  |  |
|  | 12. Ludwig Ernst Messel                       |  |  |  |  |  |  |  |  |  |  |  |  |  |  |  |
|  |                                               |  |  |  |  |  |  |  |  |  |  |  |  |  |  |  |
|  |                                               |  |  |  |  |  |  |  |  |  |  |  |  |  |  |  |
|  | 6. Leonard Charles Rudolph Messel             |  |  |  |  |  |  |  |  |  |  |  |  |  |  |  |
|  |                                               |  |  |  |  |  |  |  |  |  |  |  |  |  |  |  |
|  |                                               |  |  |  |  |  |  |  |  |  |  |  |  |  |  |  |
|  | 13. Anne Cussans                              |  |  |  |  |  |  |  |  |  |  |  |  |  |  |  |
|  |                                               |  |  |  |  |  |  |  |  |  |  |  |  |  |  |  |
|  |                                               |  |  |  |  |  |  |  |  |  |  |  |  |  |  |  |
|  | 3. Anne Messel                                |  |  |  |  |  |  |  |  |  |  |  |  |  |  |  |
|  |                                               |  |  |  |  |  |  |  |  |  |  |  |  |  |  |  |
|  |                                               |  |  |  |  |  |  |  |  |  |  |  |  |  |  |  |
|  | 14. Edward Linley Sambourne                   |  |  |  |  |  |  |  |  |  |  |  |  |  |  |  |
|  |                                               |  |  |  |  |  |  |  |  |  |  |  |  |  |  |  |
|  |                                               |  |  |  |  |  |  |  |  |  |  |  |  |  |  |  |
|  | 7. Maud Sambourne                             |  |  |  |  |  |  |  |  |  |  |  |  |  |  |  |
|  |                                               |  |  |  |  |  |  |  |  |  |  |  |  |  |  |  |
|  |                                               |  |  |  |  |  |  |  |  |  |  |  |  |  |  |  |
|  | 15. Marion Herapath                           |  |  |  |  |  |  |  |  |  |  |  |  |  |  |  |
|  |                                               |  |  |  |  |  |  |  |  |  |  |  |  |  |  |  |
|  |                                               |  |  |  |  |  |  |  |  |  |  |  |  |  |  |  |